# Kalevi Aho
Kalevi Aho (Forssa, Finlàndia, 9 de març de 1949) és un compositor finlandès.
Aho estudià composició a l'Acadèmia Sibelius amb Einojuhani Rautavaara, i rebé el diploma el 1971. Continuà els estudis durant un any a Berlín, amb Boris Blancher. Fou professor de teoria de la música en la Universitat de Hèlsinki de 1974 a 1988, i en la càtedra de l'Acadèmia Sibelius de 1988 a 1993.
Es convertí en compositor resident de l'Orquestra Simfònica de Lahti el 1992. El director Osmo Vänska ha enregistrat moltes de les seves grans obres per a orquestra. També ha treballat com a compositor independent, amb una beca de l'Estat, des de 1993.
Conegut principalment com a compositor a gran escala, fins al dia d'avui Aho ha compost: 17 simfonies, 12 concerts, 4 òperes i algunes obres vocals. La seva música de cambra inclou diversos quintets, quartets, sonates i obres per a solo. Aho assolí la fama amb la seva primera simfonia (1969) i el segon quartet de corda (1970).
Les seves obres d'aquesta època (anys 70) mostren per exemple trets neoclàssics i una preocupació pel contrapunt (especialment les fuges), i representacions estilitzades en les formes majors, com el vals. Durant aquesta dècada, escriví en estils modernista i postmodernista. El seu ús de la ironia i juxtaposició d'estats d'ànim, contrasts i estils musicals i gèneres s'ha comparat a Gustav Mahler i Alfred Schnittke. La seva música també mostra la influència d'Einojuhani Rautavaara (sobretot quan evoca misterioses textures), i Dmitri Xostakóvitx.
La seva música ha estat enregistrada per BIS registres.
Actualment viu a Hèlsinki.

## Obres

### Òperes
- Avain (La clau) (1978-79)
- Hyönteiselämää (Vida d'insecte) (1975)
- Ennen kuin me kaikki olemme hukkuneet (Abans que ens ofeguem tots) (1995-1999)
- Salaisuuksien kirja (El llibre dels secrets) (1998)
- Frida y Diego (Frida i Diego) (2012-13)[3]

### Simfonies
- Simfonia núm. 1 (1969)[4]
- Simfonia núm. 2 (1970/1995)
- Simfonia núm. 3, per a violí i orquestra (1971–73)
- Simfonia núm. 4 (1972–73)
- Simfonia núm. 5 (1975–76)
- Simfonia núm. 6 (1979–80)
- Simfonia núm. 7 Simfonia dels insectes (1988)
- Simfonia núm. 8, per a orgue i orquestra (1993)
- Simfonia núm. 9, per a trombó i orquestra (1993–94)
- Simfonia núm. 10 (1996)
- Simfonia núm. 11, per a sis percussionistes i orquestra (1997–98)
- Simfonia núm. 12 Luosto, per a dues orquestres (2002–03)
- Simfonia núm. 13 Caracteritzacions simfòniques (2003)
- Simfonia núm. 14 Rituals, per a orquestra de cambra, darabuka, djembé, gongs i tam-tams (2007)[5]
- Simfonia núm. 15 (2009–10)[6]
- Simfonia núm. 16, per a mezzosoprano, gran orquestra de cordes i percussió (2013–14)[7]
- Simfonia núm. 17 Frescos simfònics (2017)[8]
- Simfonia núm. 18 (2024)

### Simfonies de cambra
- Simfonia de cambra núm. 1, per a 20 instruments de corda (1976)[9]
- Simfonia de cambra núm. 2, per a 20 instruments de corda (1991–92)[10]
- Simfonia de cambra núm. 3, per a saxòfon alt i 20 instruments de corda (1995–96)[11]